# Frederika van Württemberg

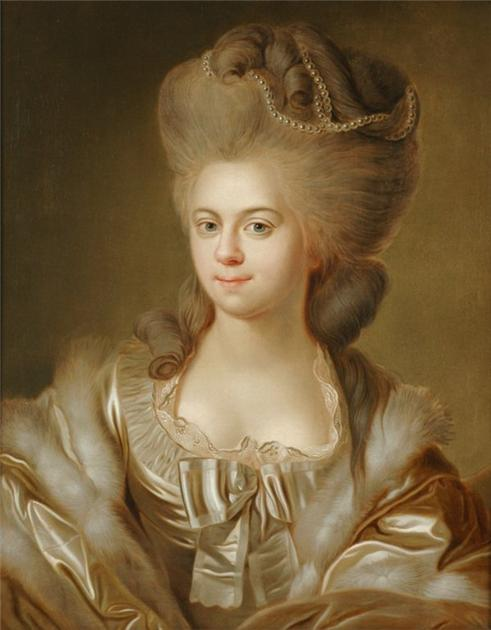
Frederika van Württemberg.

Frederika Elisabeth Amalia Augusta van Württemberg (Treptow an der Rega, 27 juli 1765 - Eutin, 24 november 1785) was van prinses van Württemberg. Ze behoorde tot het huis Württemberg.

## Levensloop
Frederika was het zevende kind en de tweede dochter van hertog Frederik Eugenius van Württemberg uit diens huwelijk met Frederika Dorothea Sophia, dochter van markgraaf Frederik Willem van Brandenburg-Schwedt.
Haar zes jaar oudere zus Sophia Dorothea werd in 1776 uitgehuwelijkt met de latere Russische tsaar Paul I en nam daarna de naam Maria Fjodorovna aan. Sophia beval dat Frederika zou huwen met Peter van Sleeswijk-Holstein-Gottorp (1755-1829), de latere hertog van Oldenburg en neef van haar schoonmoeder Catharina de Grote. Op 26 juni 1781, Frederika was toen vijftien jaar, vond het huwelijk plaats. Hierdoor verstevigde ze de banden tussen het huis Württemberg en de Russische keizerlijke familie. Haar schoonbroer Paul I stemde als hoofd van het huis Sleeswijk-Holstein-Gottorp in met het huwelijk en was ook de dooppeter van de twee zonen van het echtpaar: August (1783-1853), de latere groothertog van Oldenburg, en George (1784-1812).
Frederika stierf in november 1785 op amper twintigjarige leeftijd aan borstkanker, ongeveer een maand na de bevalling van haar derde kind, dat dood ter wereld kwam. Beiden werden bijgezet in de kapel van het Slot van Eutin. Vijf jaar later werden hun kisten overgebracht naar Oldenburg, waar ze werden bijgezet in een voor hen opgericht mausoleum op het Gertrudenkerkhof. Haar echtgenoot zou na haar dood niet meer hertrouwen. 